# Таманский 150-й пехотный полк
150-й пехотный Таманский полк — пехотная воинская часть Русской императорской армии.
Полковой праздник — 21 мая.
Старшинство по состоянию на 1914: 6 ноября 1863 года.

## История

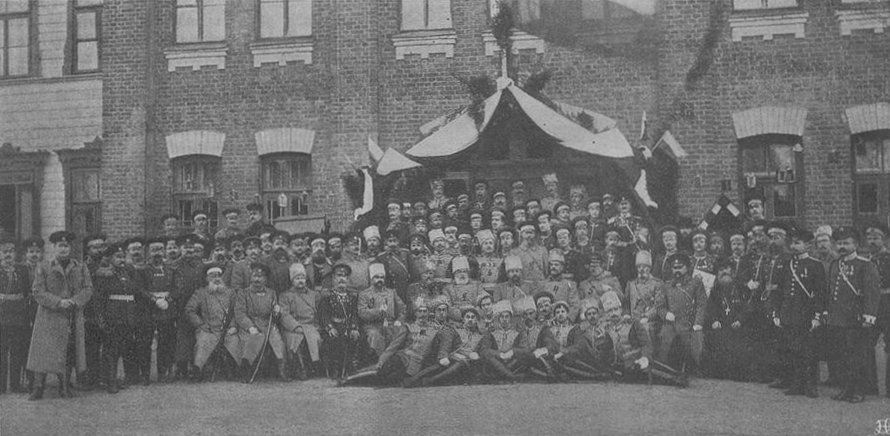
Группа офицеров и классных чинов в день празднования 50-летия полка.

Полк составился из трёх отдельных батальонов в период 1863-1874 годов.
В 1863 сформирован в составе трёх батальонов (впоследствии 1, 2 и 3 батальоны полка) как Таманский пехотный полк в Кавказском военном округе.
С 25 марта 1864 — 150-й пехотный Таманский полк
1 августа 1874 к полку присоединён кавказский линейный батальон № 8, ставший 4-м батальоном полка.
Принимал участие в войне 1877-78 гг. на кавказском фронте
13 октября 1878 всем четырём батальонам полка пожалованы георгиевские знамёна «За отличие в Турецкую войну 1877 и 1878 годов» и знаки нагрудные для офицеров и головные для нижних чинов с надписью: «За отличие в сражении при Деве-Бойну 23 октября 1877 года»
В 1884 установлено общее старшинство батальонов полка 6 ноября 1863 г.
В 1894 полк перемещён с Кавказа в Варшавский военный округ.

## 1-й батальон полка
1-м батальоном полка 6 ноября 1863 года стал  5-й резервный батальон Грузинского гренадерского Его Императорского Высочества Великого князя Константина Николаевича полка
история батальона
батальон был сформирован в 1854 году как 5-й запасной батальон гренадерского Его Императорского Высочества Великого князя Константина Николаевича полка
с 23 июля 1856 — 6-й резервный батальон Грузинского гренадерского Его Императорского Высочества Великого князя Константина Николаевича полка
с 6 сентября 1862 — 5-й резервный батальон гренадерского Его Императорского Высочества Великого князя Константина Николаевича полка
знаки отличия батальона при поступлении в полк. 
- Простое знамя без надписи, пожалованное в 1859 году в бытность 6-м резервным батальоном гренадерского Его Императорского Высочества Великого князя Константина Николаевича полка

## 2-й батальон полка
2-м батальоном полка  6 ноября 1863 года стал 5-й резервный батальон пехотного Дагестанского полка
история батальона
батальон был сформирован 9 февраля 1834 года как 4-й действующий батальон пехотного Волынского полка
20 февраля 1845 батальон стал 6-м резервным батальоном сформированного тогда пехотного Дагестанского полка (реальная передача батальона произошла только 16 декабря 1845 года)
с 6 сентября 1862 — 5-й резервный батальон пехотного Дагестанского полка
знаки отличия батальона при поступлении в полк. 
- Простое знамя без надписи, полученное при формировании батальона в 1834 году.

## 3-й батальон полка
3-й батальон полка был сформирован 6 ноября 1863 года при формировании полка.
знаки отличия батальона при поступлении в полк.
- Простое знамя без надписи, полученное при формировании батальона в 1863 году.

## 4-й батальон полка
4-й батальон полка поступил в состав полка 1 августа 1874 года
история батальона
сформирован 1 февраля 1814 как 3-й батальон Владикавказского гарнизонного полка
19 апреля 1829 Владикавказский гарнизонный полк был разделён на отдельные батальоны. 3-й батальон полка назван кавказский линейный батальон № 6
с 31 августа 1842 кавказский линейный батальон № 8
с 26 февраля 1845 кавказский линейный батальон № 10
с 16 декабря 1845 кавказский линейный батальон № 8
1 августа 1874 года поступил в состав 150-го пехотного Таманского полка, где составил его 4-й батальон.
В 1814-1816 стоял на Кавказской линии.
В 1817-1824 участвовал в покорении Кавказа Ермоловым.
В 1827-1864 участвовал в подавлении Кавказского мятежа.
знаки отличия батальона при поступлении в полк
- Простое знамя без надписи, полученное при формировании батальона в 1814 году из числа знамён, пожалованных Владикавказскому гарнизонному полку в 1805 году.
- Знаки нагрудные для офицеров и головные для нижних чинов с надписью: «За отличие при покорении Западного Кавказа в 1864 году» (в стрелковой, а позже 1-й роте батальона).

## Командиры полка
- 12.12.1863 — 10.09.1866 — полковник Габаев, Ясон Егорович
- 10.09.1866 — 28.08.1871 — полковник Мансурадзев, Иван Давидович
- 28.08.1871 — хх.хх.1878 — полковник Самойлов, Константин Александрович
- 18.02.1878 — 21.08.1881 — полковник Ломидзе, Арсений Каспарович
- 31.08.1881 — 01.10.1881 — полковник Зайцев, Алексей Александрович
- 01.10.1881 — 23.07.1883 — полковник Козлов, Николай Иванович
- 11.08.1883 — 08.10.1886 — полковник Нельдихин, Евгений (Карл-Эдуард) Альбертович
- хх.хх.1886 — 20.04.1888 — полковник Рыбкин, Николай Андреевич
- 10.05.1888 — 11.03.1898 — полковник Нечаев, Иван Евтеевич
- 26.03.1898 — 30.04.1900 — полковник Войшин-Мурдас-Жилинский, Ипполит Паулинович
- 29.05.1900 — 08.02.1904 — полковник Галенковский (Голенковский), Илья Фёдорович
- 08.02.1904 — 27.04.1905[1] — полковник Невтонов, Владимир Фёдорович
- 13.05.1905 — 15.01.1909 — полковник Невтонов, Владимир Фёдорович
- 19.01.1909 — 23.04.1914 — полковник Диль, Эдуард Иванович
- 31.05.1914 — 29.09.1914 — полковник Свешников, Николай Иванович
- 28.10.1914 — 30.01.1915 — полковник Колиев, Александр Николаевич
- 11.02.1915 — 05.07.1915 — полковник (с 13.06.1915 генерал-майор) Степанов, Фёдор Васильевич
- 26.07.1915 — 18.04.1916 — полковник Кавторадзев, Александр Иванович
- 22.05.1916 — 24.01.1917[2] — полковник Былинский, Михаил Иванович
- 22.04.1917 — xx.11.1917 — полковник Адамович, Лев Михайлович

## Знаки отличия полка к 1914
- Георгиевское знамя 1878 года с надписью «За отличие в Турецкую войну 1877 и 1878 годов» (пожалованное 1-му батальону полка)
- Знаки нагрудные для офицеров и головные для нижних чинов с надписью: «За отличие при покорении Западного Кавказа в 1864 году и за отличие в сражении при Деве-Бойну 23 октября 1877 года» (в 1-й роте 4-го батальона)
- Знаки нагрудные для офицеров и головные для нижних чинов с надписью: «За отличие в сражении при Деве-Бойну 23 октября 1877 года» (в остальных частях полка)

## примечание
Все даты приведены по старому стилю